# American Forces in Germany
American Forces in Germany (A.F.G., deutsch Amerikanische Streitkräfte in Deutschland) lautete ab dem 12. Juli 1919 der Name der Besatzungsarmee der Vereinigten Staaten von Amerika während der alliierten Rheinlandbesetzung nach dem Ersten Weltkrieg. Sie übernahm die Koblenzer Besatzungszone von der am 2. Juli 1919 aufgelösten 3. US-Armee. Oberbefehlshaber der A.F.G. war General Henry Tureman Allen.

## Geschichte

### Die Einrichtung der A.F.G.

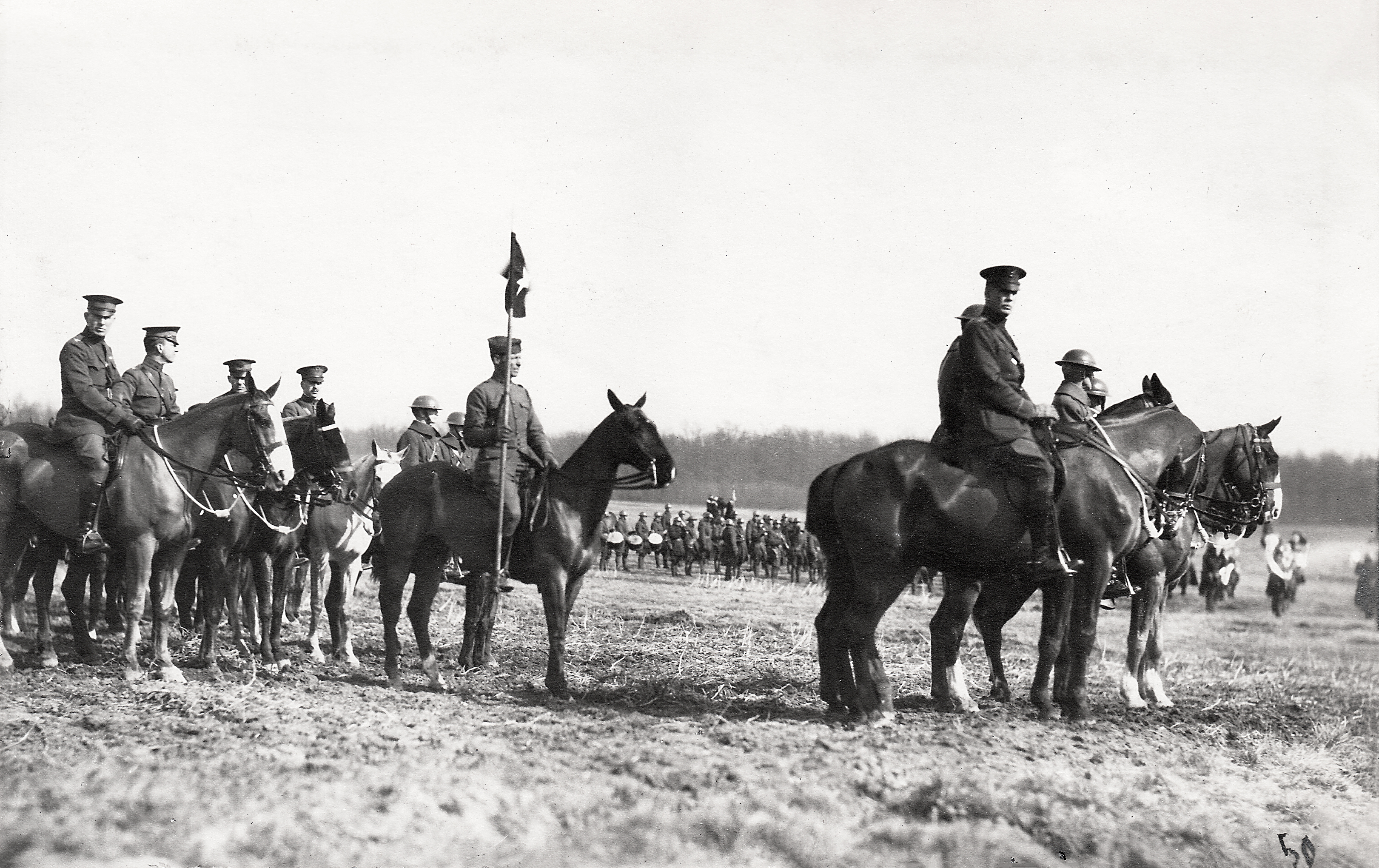
Henry T. Allen bei einer Truppenschau der A.F.G. bei Ransbach-Baumbach, 1920

Da sie mit der Unterzeichnung des Versailler Vertrags durch die deutschen Vertreter am 28. Juni 1919 ihren Zweck erfüllt hatte, wurde die 3. US-Armee wenige Tage später aufgelöst und die amerikanische Truppenstärke im Rheinland zunächst in etwa halbiert. Die Nachfolge der 3. US-Armee traten die American Forces in Germany an, deren neuer Oberbefehlshaber General Henry Tureman Allen am 8. Juli 1919 in Koblenz eintraf. Als am 15. August 1919 die 1. Division die Besatzungszone verließ, waren nahezu alle amerikanischen Kampfeinheiten abgezogen worden. Zurück blieb zunächst nur eine permanente Garnison in einer Stärke von 11.000 Mann. Im Zuge der Truppenreduzierung wurde auch die zweite Besatzungszone verkleinert, sodass die A.F.G. nur noch die Kreise Koblenz, Koblenz-Land, Ahrweiler, Adenau, Cochem und Mayen behielt, die von den Amerikanern aufgegebenen Bereiche übernahm Frankreich.
Bei den amerikanischen Soldaten handelte es sich nun größtenteils nicht mehr um kampferprobte Veteranen, sondern um jungen Rekruten, die gerade einmal die Grundausbildung absolviert hatten und nur für den Zweck der Besatzung nach Deutschland kamen. Hinzu kamen ca. 400 Veteranen des Ersten Weltkriegs und der 3. US-Armee, die sich erneut verpflichteten, am Rhein zu dienen.

### Besatzungsalltag in der Koblenzer Zone

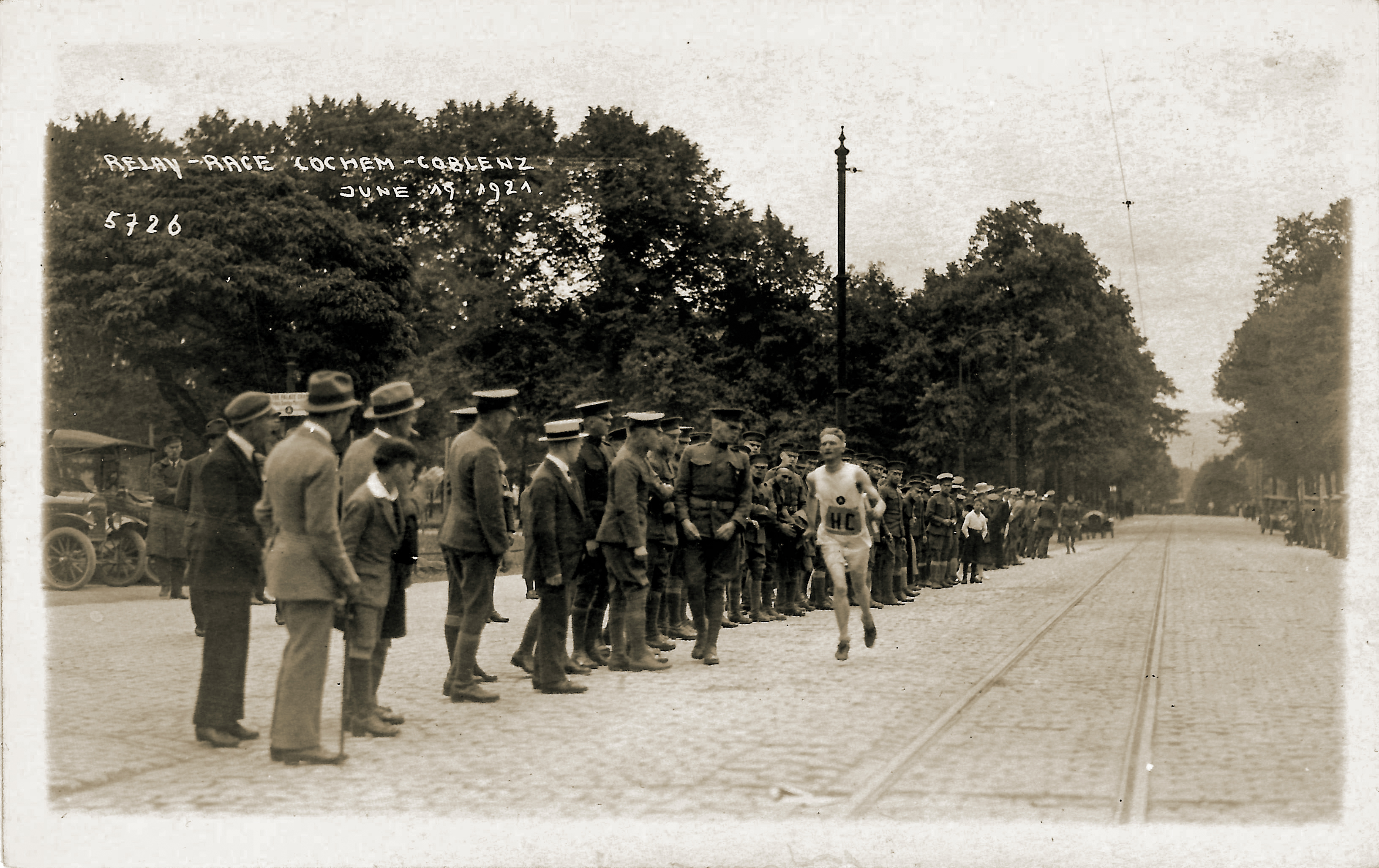
Staffellauf von Cochem nach Koblenz, 1921

Eine der größten Herausforderungen General Allens bestand in der ersten Zeit darin, die Disziplin der Truppe aufrecht und die Soldaten einerseits einsatzbereit und andererseits bei Laune zu halten. Inoffiziell wurde die Army of Occupation nämlich auch Army of no Occupation (Armee ohne Beschäftigung) genannt. Neben dem Dienst, dem Drill und den Manövern wurde wie schon zu Zeiten der 3. US-Armee weiter Sport getrieben, wofür auf der Insel Oberwerth (seit einer Großveranstaltung Ende April 1919 auch Carnival Island genannt) ein Footballfeld, ein Baseballfeld, eine Pferderennbahn und ein Hindernisparcours angelegt worden waren. Die bevorzugte Sportart war Baseball, dicht gefolgt von Boxwettkämpfen.

### Truppenbetreuung durch den YMCA

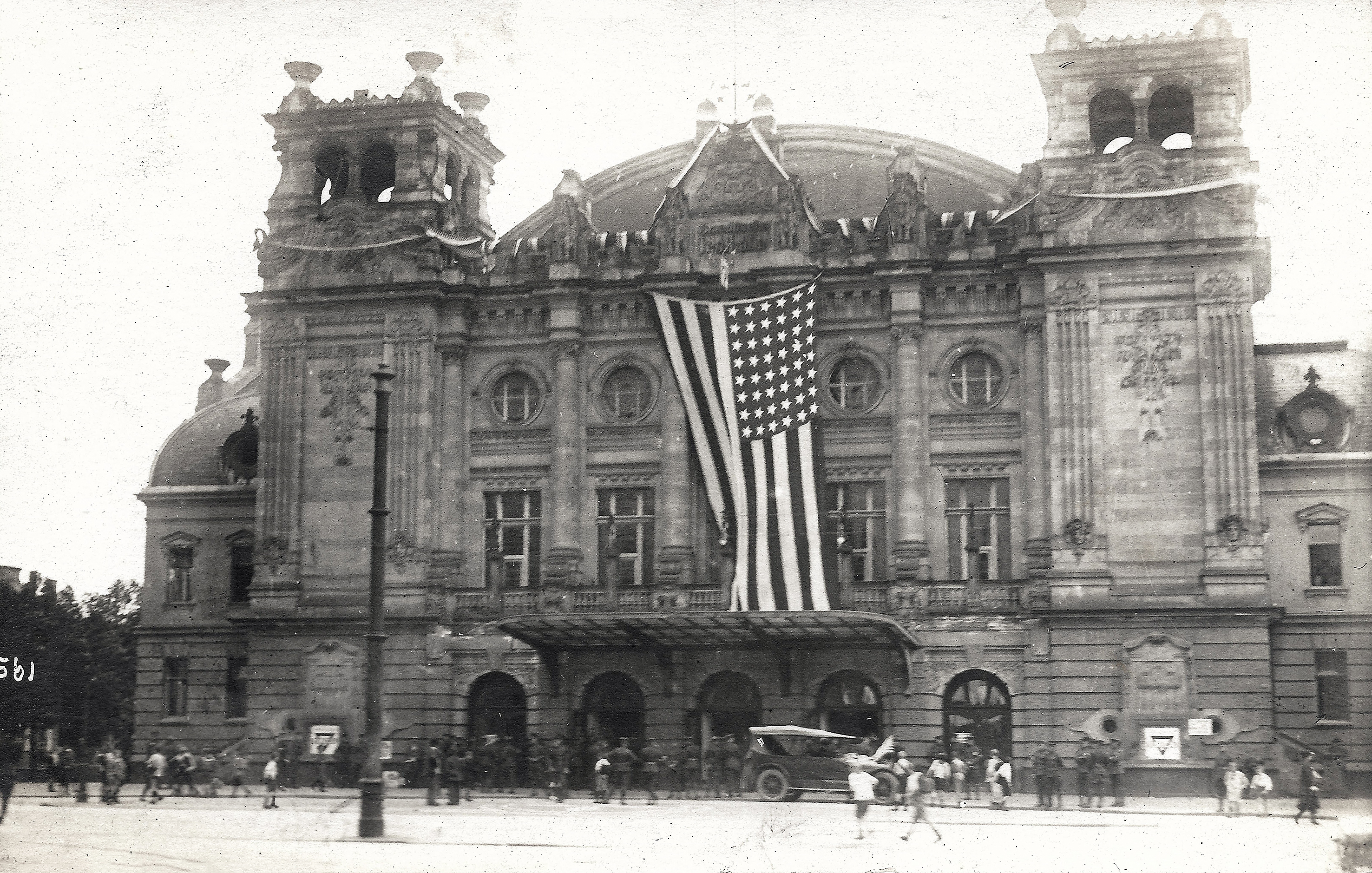
Die Festhalle in Koblenz als Stützpunkt des YMCA, ca. 1920

Die Truppenbetreuung übernahm in der Folge aber in großen Teilen der YMCA. Dessen Angebot bestand ebenfalls aus Sport, Entertainment, religiösen Angeboten wie z. B. Gottesdiensten, Kinovorstellungen und dem Kantinenservice in den verschiedenen YMCA-Hütten (Englisch „hut“, auch Baracke, Bude). Die zwei größten dieser „Hütten“ waren die Victory Hut (eine große Kantinenbaracke) und die Liberty Hut (später zur Sporthalle mit Laufbahn, Basketballfeld, portablem Boxring und Handballfeld umgebaut) vor dem Koblenzer Schloss. Zudem war die Städtische Festhalle von der amerikanischen Armee requiriert und am 1. Oktober 1919 an den YMCA übergeben worden, der hier seine größte Einrichtung mit einer täglichen durchschnittlichen Besucherzahl von ca. 3.000 Personen unterhielt. Hier gab es u. a. Leseräume, anfangs mit einer eigenen Bibliothek, Räume zum Schreiben von Briefen und Ansichtskarten, ein eigenes Postamt und eine Auskunft, ein großes Restaurant und eine Kantine für kleinere Snacks. Hinzu kamen diverse Bowlingbahnen, Poolbillard, ein Raum für Brettspiele und im Garten Tennisplätze, ein Krocketspielfeld und ein Konzertplatz für Open-Air-Veranstaltungen. Der große Saal im 2. Stock der Festhalle verfügte über 1.850 Sitzplätze. Geboten wurden Theateraufführungen und sogar eine Oper mit einem ständigen Ensemble, das über einen eigenen Fundus von Kostümen verfügte, Musik- und Tanzveranstaltungen, Varieté und vieles mehr. Beliebteste Freizeitaktivität war zu der Zeit aber das Kino, für das ständig im Schnitt 350 verschiedene Programme vorrätig waren, davon auch einige Schulungsfilme. Beliebt waren Filme von Charlie Chaplin und der Schauspielerin Theda Bara.

### Das Ende der A.F.G.

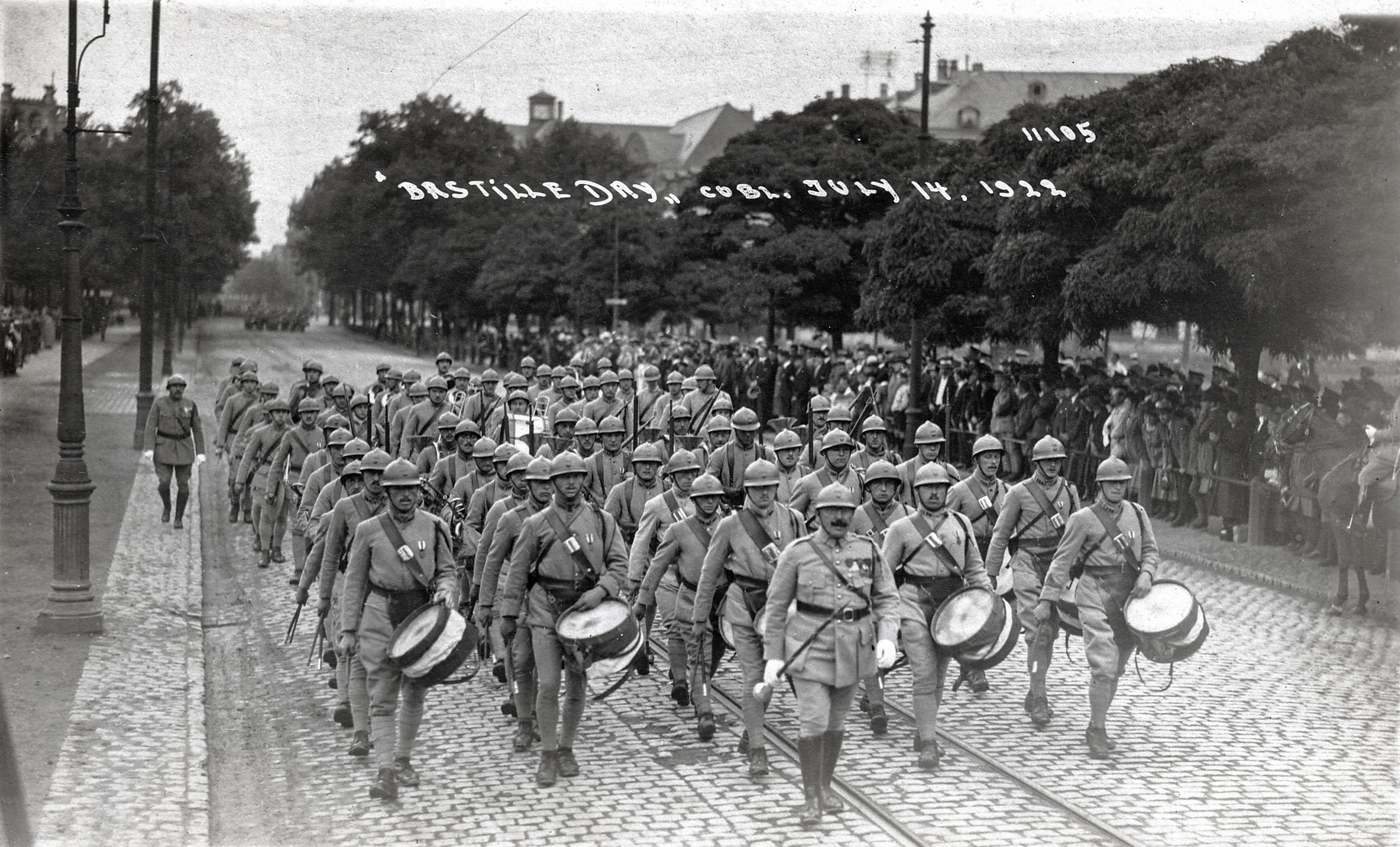
Französische Parade am Kurfürstlichen Schloss, 14. Juli 1922

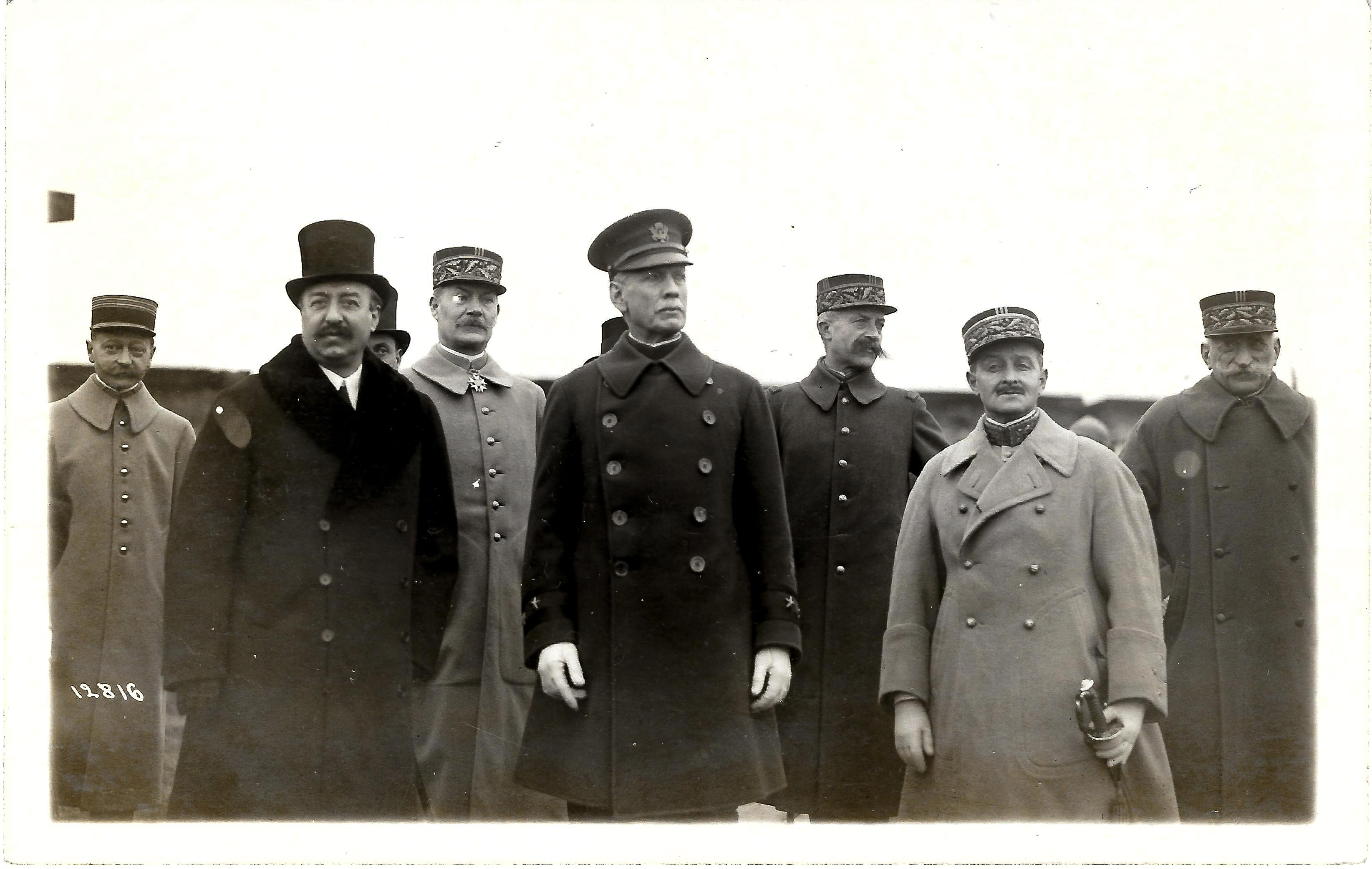
Henry T. Allen und Paul Tirard während des Flaggenwechsels auf der Feste Ehrenbreitstein, 1923

Am 4. März 1921 war der Republikaner Warren G. Harding zum neuen Präsidenten der USA vereidigt worden, der schon in seinem Wahlkampf die amerikanische Präsenz in Europa massiv in Frage gestellt hatte. Die Kosten der Besatzung, die im Sommer bereits 240 Millionen Dollar betrugen und die das Deutsche Reich zwar zu tragen hatte aber nicht zu zahlen in der Lage war, befeuerten zusätzlich die Diskussionen um den Sinn und Unsinn der Besetzung. Am 25. August 1921 schlossen die USA und Deutschland schließlich einen separaten Friedensvertrag (Berliner Vertrag), der den USA alle Rechte, Reparationen etc. zusprach, die auch den Alliierten aus dem Versailler Vertrag zustanden. Als Konsequenz aus dem Friedensschluss befahl das amerikanische Kriegsministerium zwei Reduzierungen der Koblenzer Garnison, zuletzt im Februar 1922 auf 3.200 Mann, bestehend aus dem 8. Infanterie-Regiment, einer Abteilung Pioniere und einer Batterie Artillerie. Nur wenig später, am 22. März 1922, kam dann der Befehl zum vollständigen Rückzug, der auf deutscher Seite große Bestürzung hervorrief. Die abziehenden amerikanischen Einheiten wurden durch französische Truppen ersetzt, die damit endlich auch den seit Jahren angestrebten Zugriff auf die Koblenzer Zone erhielten (obgleich die Soldaten faktisch dem Oberbefehl General Allens unterstellt waren). Am 11. April 1922 zogen erste französische Soldaten des 156. Infanterie-Regiments in Koblenz ein und besetzten umgehend das Fort Asterstein und die dortige Fachwerkkaserne auf der rechten Rheinseite, am 19. April  folgte die restlichen Soldaten des ersten Bataillons. Der Schwebezustand wurde beendet, als am 3. Juni 1922 dann der Beschluss Präsident Hardings erging, zunächst vorläufig ein Kontingent von nicht mehr als 1.200 amerikanischer Soldaten inklusive Offizieren auf unbestimmte Zeit in Koblenz zu belassen. Demgegenüber standen zu der Zeit allerdings schon 4.000 französische Soldaten, die in der Stadt stationiert waren.
Solange die Anwesenheit amerikanischer Truppen am Rhein, wenngleich bei der Truppenstärke von 1.200 Mann eher symbolischer Natur, die französischen Bestrebungen in Bezug auf das Rheinland hemmte und einer friedlichen Nachkriegsordnung förderlich war, unterstützen der Kongress und die Verwaltung Präsident Hardings die Verlängerung der amerikanischen Präsenz im Rheinland. Gegen Ende des Jahres 1922 schien sich dieser Effekt nun totzulaufen, außerdem waren die Amerikaner des Themas Besatzung überdrüssig. Nachdem nun die Franzosen am 10. Januar 1923 die Besetzung der Ruhr angekündigt hatten, fassten die USA den endgültigen Entschluss zum Abzug aus dem Rheinland. Für die Amerikaner ging im Januar 1923 dann alles sehr schnell: Was nicht mitgenommen werden konnte, wurde kurzfristig veräußert, Ehen zwischen Deutschen und Amerikanern wurden noch eilig geschlossen. Bereits am 24. Januar 1923 wurde das Sternenbanner auf dem Ehrenbreitstein eingeholt und durch die Trikolore ersetzt, was eine erhebliche Unruhe in der Koblenzer Bevölkerung erzeugte. Die amerikanischen Soldaten marschierten nach der Zeremonie zunächst vom Ehrenbreitstein zu ihrem Sammelpunkt in den Kasernen an der Steinstraße und von dort gemeinsam, flankiert von französischen Soldaten, durch die Koblenzer Straßen zum Hauptbahnhof. Dort angekommen nahmen die Soldaten noch ein letztes Mal Aufstellung, General Allen schritt zusammen mit französischen Generälen und Paul Tirard die Reihen ab, bevor die Soldaten die Zugabteile bestiegen. General Allen selbst reiste erst am 19. Februar 1923 aus Koblenz ab.